# Zabijáci lesbických upírek
Zabijáci lesbických upírek (v originále Lesbian Vampire Killers) je britská filmová hororová komedie z roku 2009.

## Děj
Poté, co se s Jimmym rozejde přítelkyně a Fletch ztratí práci klauna, se rozhodnou oba opustit místo svého neštěstí a utéct do odlehlé vesnice, již našli na staré mapě. Když přijdou k místnímu hostinci, potkají atraktivní zahraniční studentky historie. Místo, aby vevnitř našli další studentky, jak doufali, čeká na ně uvnitř pouze několik nevrlých mužů. Po chvíli přijde i místní vikář, který věří, že je Jimmy dlouho ztraceným potomkem místního lovce upírů. Jimmy a Fletch se dozví, že studentky směrovaly do chalupy, kde hodlají přenocovat, a tak se rozhodnou jet za nimi. Seznámí se se čtyřmi dívkami (Heidi, Lotte, Anke a Trudi) a jsou pozváni na jejich party.
Skupina přijede do cíle a zjistí, že vesnice trpí kletbou, kvůli které se každá dívka ve svých osmnácti letech promění v lesbickou upírku. Podle staré legendy upíří králova Carmilla přišla do vesnice, zabila její mužské osazenstvo a ženy svedla ke zlu. Když se Jimmyho dávný předek baron Wolfgang Mclaren vrátil z křížové výpravy, zjistil, že jedna z nakažených žen je jeho manželka Eva. Baron ukoval posvátný meč, porazil Carmillu. Ta před smrtí ale vesnici proklela – když se krev posledního z Mclarenů smíchá s krví panny, Carmilla bude vzkříšena.
Fletch a Jimmy stráví noc s dívkami, které potkali a Heidi, Anke a Trudi se promění v upírky. Eva se potom pokusí do svého upířího klanu získat i Lotte. Ta uprchne spolu s Fletchem a Jimmym po zabití Heidi a Anke do domu a tam se zabarikádují. Ke dveřím přijde Judy, Jimmyho bývalá přítelkyně, a Jimmy, jenž není schopen se od ní oprostit, ji vezme do ložnice. Lotte se Fletchovi svěří, že je panna, ale řekne, že tak nechce zemřít.
Vikář v kostele zkoumá lovce upírů, co zabil Carmillu. Pak se vydá za Jimmym. Ukáže se, že Judy je také upírka a Jimmy a Fletch ji zabijí. Ostatní upírky přijdou k chalupě a Jimmy je omylem pozve dovnitř. Eva zjistí, že Jimmy je potomek barona, co zabil Carmillu, a Lotte je panna, a tak je unese.
Vikář zachrání Fletche před Trudi a poví mu pravdu o vesnici a Jimmyho původu. Společně se vydají za Jimmym a Lotte. Když se upírky připravují Jimmyho a Lotte obětovat, Fletch a vikář odnášejí z baronova hrobu meč Dildo, jenž byl použit k zabití Carmilly. Vikářova dcera Rebecca, o niž má vikář strach, se rovněž stane upírkou a snaží se svést Fletche, který neví, že se z ní stala upírka. Když se ho Rebecca snaží napadnout, náhodou se napíchne na meč. Fletch se rozhodne, že vikářovi neřekne o dceřině smrti.
U Carmillina hrobu Lotte vyzná Jimmymu lásku. Upírky smíchají jejich krev, aby tak oživily Carmillu. Fletch a vikář se konečně dostanou k Lotte a Jimmymu, ale zjistí, že s sebou nemají meč. Vikář je osvobodí, ale Carmilla už je vzkříšena. Sám se obětuje, aby ostatní mohli jít zpět k autu pro meč. Eva se snaží svést Lotte, ale ta ji zabije náhrdelníkem s křížem, což rozzuří Carmillu. Fletch se snaží Lotte osvobodit, ale je sám chycen. Jimmy je osvobodí vržením meče na Carmillu, čímž probodne její srdce a zabije ji. Když je kletba přemožena, trojice se rozhodne nadále zbavovat svět zla.
Film končí záběrem na vlkodlaka-gaye vyjícího před měsícem v úplňku.

## Obsazení
| James Corden     | Fletch                   |
| Mathew Horne     | Jimmy                    |
| Paul McGann      | vikář                    |
| Emer Kenny       | Rebecca, vikářova dcera  |
| Lucy Gaskell     | Judy                     |
| Louise Dylan     | Anke                     |
| Ashley Mulheron  | Trudi                    |
| Tiffany Mulheron | Heidi                    |
| Vera Filatova    | Eva                      |
| Silvia Colloca   | Carmilla, upíří královna |
| MyAnna Buring    | Lotte                    |
| Emma Clifford    | Rossi                    |